# Henrik Larsson
Pour les articles homonymes, voir Larsson et Henrik Larsson (athlétisme).
Ne doit pas être confondu avec Henrik Larsen.
Henrik Edward Larsson, souvent surnommé Henke, né le 20 septembre 1971 à Helsingborg, est un footballeur international suédois, devenu entraîneur.
La Fédération suédoise de football le choisit en 2004, à la demande de l'UEFA, comme le meilleur joueur suédois des cinquante dernières années.

## Biographie
Sa mère, Eva Larsson, est Suédoise tandis que son père, Francisco Rocha, provient du Cap-Vert.

### Carrière de joueur

#### En club
Il commence sa carrière professionnelle à Högaborgs BK à dix-sept ans. Il évolue ensuite à Helsingborgs IF, où il inscrira 51 buts en 61 rencontres toutes compétitions confondues.
À l'été 1993, il rejoint le Feyenoord Rotterdam, où il formera un trio d'attaque redoutable avec ses compères Regi Blinker et Gaston Taument. En quatre ans, il remportera deux coupes des Pays-Bas, notamment en 1994-1995 face au rival de l'Ajax Amsterdam en quarts de finale (3-1 après prolongation). En effet, il s'agit de la seule et unique défaite des Ajacides cette saison-là.
Il signe ensuite au Celtic FC en juillet 1997. Dès la première saison, ses seize buts en championnat permettent au Celtic de décrocher son premier titre de champion depuis dix ans, mettant fin à l'hégémonie des Rangers. Il devient ensuite un serial scorer, inscrivant au minimum 40 buts par saison toutes compétitions confondues (à l'exception de l'exercice 1999-2000 où il subit une grave blessure). En 2001, ses 35 buts en championnat d'Écosse lui permettent de remporter le Soulier d'Or. Il remportera trois autres championnats d'Écosse en 2001, 2002 et 2004. En 2003, il termine deuxième meilleur buteur de la Coupe UEFA, juste derrière Derlei (12 buts). Mais son rendez-vous le plus important a été la finale de la Coupe UEFA perdue 3-2 après prolongation contre le FC Porto de José Mourinho, malgré une excellente prestation de Larsson ponctuée par deux buts.
Après sept saisons pleines passées au Celtic avec notamment 242 buts en 315 matchs, Larsson signe à la fin de la saison 2003-2004 un contrat de deux ans au FC Barcelone. Il est élu par les supporters du Celtic meilleur joueur étranger de tous les temps. Il manque la plus grande partie de sa première saison à la suite d'une grave blessure au genou. Par la suite, il participe au turn-over offensif de Frank Rijkaard, suppléant régulièrement Samuel Eto'o en pointe.
Le 17 mai 2006, pour son dernier match sous le maillot Blaugrana, Larsson, rentré en seconde mi-temps, offre deux passes décisives à Samuel Eto'o et Juliano Belletti permettant au club catalan de remporter sa deuxième Ligue des champions.
À la fin de son contrat à Barcelone, Larsson retourne jouer dans son ancien club d'Helsingborgs IF. Alors que son retour à Helsingborg laisse présager une fin de carrière tranquille dans le club qui l'avait révélé, Henrik Larsson est prêté à Manchester United pour une durée de trois mois, durant la trève hivernale en Suède. Il s'y illustre notamment en huitième de finale retour de la Ligue des champions en marquant un but important face à Lille (1-0). Il quitte le club mancunien le 12 mars 2007 pour retourner en Suède, et rejoindre Helsingborg.

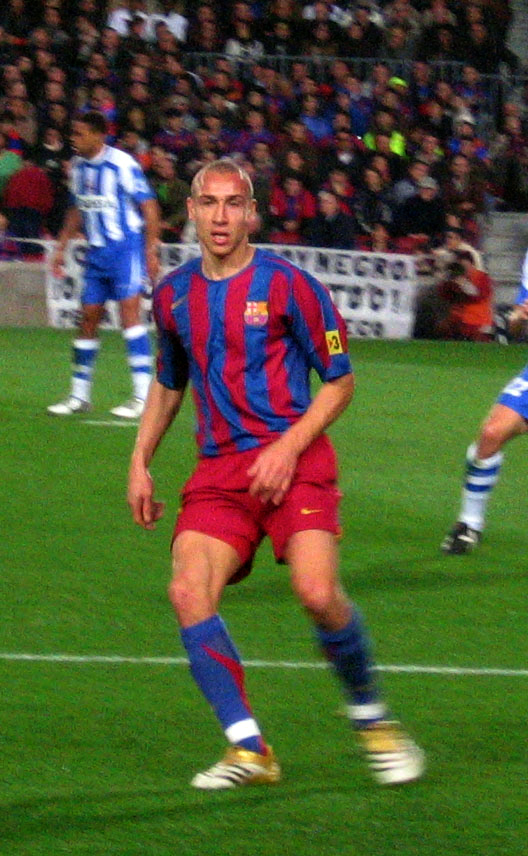
Henrik Larsson au FC Barcelone.

#### En équipe nationale
Il participe à sa première sélection avec la Suède le 13 octobre 1993 à Solna contre la Finlande (3-2). Il enchaîne par la Coupe du monde 1994 où, barré en attaque par les stars expérimentées Tomas Brolin et Kennet Andersson, il parvient à inscrire un but face à la Bulgarie (4-0). La Suède est absente des rendez-vous anglais (Euro 96) et français (Mondial 98) et décevante à l'Euro 2000 malgré un but de Larsson contre l'Italie (1-2).
Après un Mondial 2002 plutôt réussi avec trois buts en quatre matchs (doublé face au Nigeria et but face au Sénégal en 1/8e), Larsson décide de prendre sa retraite internationale, ce qui provoque l'émoi des supporters suédois, même jusqu'aux politiciens. Devant l'attente du peuple suédois, il décide alors de revenir en sélection pour disputer l'Euro 2004, au cours duquel il forme un duo d'attaquants redoutable avec Zlatan Ibrahimović et inscrit encore trois buts en quatre rencontres (doublé face à la Bulgarie et but face au Danemark), menant la Suède en quart de finale. 
Le 13 mai 2008, Henrik Larsson est retenu dans la liste des 23 joueurs suédois qui participeront à l'Euro 2008, alors qu'il avait à nouveau pris sa retraite internationale après la Coupe du monde 2006 (où il marque un but face à l'Angleterre). Quelques heures après la défaite de la Suède face à la Russie (0-2) lors de ce championnat d'Europe, Larsson indique qu'il ne prend pas sa retraite, se sentant prêt à continuer si le sélectionneur venait à l'appeler. 
Ce n'est que le 20 octobre 2009 que son club de Helsingborgs IF annonce qu'il mettra un terme à sa carrière à l'issue du match contre Elfsborg le premier novembre de la même année. Face à Djurgården, Larsson joue son dernier match à domicile. Le club prépare une cérémonie d'après-match pendant laquelle il annonce que son numéro 17 ne sera plus jamais attribué. Larsson, très ému, s'adressera aux supporters en larmes avant de recevoir une superbe ovation.

### Carrière d'entraîneur
En décembre 2013, il est nommé entraîneur de Falkenbergs FF puis en 2014 à la tête d'Helsingborgs IF. Au sein de ce club, il a notamment dans son effectif son fils Jordan. Le dimanche 16 juin 2019, le club d'Helsingborgs IF officialise le retour d'Henrik Larsson au poste d'entraîneur quelques années seulement après son départ.
Le 21 août 2020, il rejoint le staff de Ronald Koeman au FC Barcelone. Il quitte cette fonction en octobre 2021.

## Statistiques
| Saison                | Club                     | Championnat           | Championnat | Championnat | Coupe nationale | Coupe nationale | Coupe de la Ligue | Coupe de la Ligue | Supercoupe | Supercoupe | Compétition(s) continentale(s) | Compétition(s) continentale(s) | Compétition(s) continentale(s) | Suède | Suède | Total | Total |
| Saison                | Club                     | Division              | M.          | B.          | M.              | B.              | M.                | B.                | M.         | B.         | Comp.                          | M.                             | B.                             | M.    | B.    | M.    | B.    |
| 1989                  | Högaborgs BK             | Allsvenskan           | 21          | 1           | -               | -               | -                 | -                 | -          | -          | -                              | -                              | -                              | -     | -     | 21    | 1     |
| 1990                  | Högaborgs BK             | Allsvenskan           | 21          | 7           | -               | -               | -                 | -                 | -          | -          | -                              | -                              | -                              | -     | -     | 21    | 7     |
| 1991                  | Högaborgs BK             | Allsvenskan           | 22          | 15          | -               | -               | -                 | -                 | -          | -          | -                              | -                              | -                              | -     | -     | 22    | 15    |
| Sous-total            | Sous-total               | Sous-total            | 64          | 23          | -               | -               | -                 | -                 | -          | -          | -                              | -                              | -                              | -     | -     | 64    | 23    |
| 1992                  | Helsingborgs IF          | Allsvenskan           | 31          | 34          | -               | -               | -                 | -                 | -          | -          | -                              | -                              | -                              | -     | -     | 31    | 34    |
| 1993                  | Helsingborgs IF          | Allsvenskan           | 25          | 16          | 5               | 1               | -                 | -                 | -          | -          | -                              | -                              | -                              | -     | -     | 30    | 17    |
| Sous-total            | Sous-total               | Sous-total            | 56          | 50          | 5               | 1               | -                 | -                 | -          | -          | -                              | -                              | -                              | -     | -     | 61    | 51    |
| 1993-1994             | Feyenoord Rotterdam      | Eredivisie            | 15          | 1           | 12              | 5               | -                 | -                 | -          | -          | -                              | -                              | -                              | 12    | 5     | 39    | 11    |
| 1994-1995             | Feyenoord Rotterdam      | Eredivisie            | 23          | 8           | 9               | 1               | -                 | -                 | -          | -          | C3                             | 6                              | 7                              | 9     | 1     | 47    | 17    |
| 1995-1996             | Feyenoord Rotterdam      | Eredivisie            | 32          | 10          | 4               | 1               | -                 | -                 | -          | -          | C3                             | 7                              | 1                              | 4     | 1     | 47    | 13    |
| 1996-1997             | Feyenoord Rotterdam      | Eredivisie            | 31          | 7           | 4               | 0               | -                 | -                 | -          | -          | C3                             | 6                              | 1                              | 4     | 0     | 45    | 8     |
| Sous-total            | Sous-total               | Sous-total            | 101         | 26          | 29              | 7               | -                 | -                 | -          | -          | -                              | 19                             | 9                              | 29    | 7     | 178   | 49    |
| 1997-1998             | Celtic Glasgow           | D1                    | 35          | 16          | 4               | 0               | 5                 | 3                 | -          | -          | C1                             | 2                              | 0                              | 5     | 0     | 51    | 19    |
| 1998-1999             | Celtic Glasgow           | D1                    | 35          | 29          | 5               | 5               | -                 | -                 | -          | -          | C1                             | 8                              | 4                              | 8     | 2     | 56    | 40    |
| 1999-2000             | Celtic Glasgow           | D1                    | 9           | 7           | -               | -               | -                 | -                 | -          | -          | C1                             | 4                              | 5                              | 8     | 2     | 21    | 14    |
| 2000-2001             | Celtic Glasgow           | D1                    | 37          | 35          | 6               | 9               | 2                 | 5                 | -          | -          | C1                             | 5                              | 4                              | 10    | 6     | 60    | 59    |
| 2001-2002             | Celtic Glasgow           | D1                    | 33          | 29          | 3               | 2               | 1                 | 0                 | -          | -          | C1                             | 10                             | 4                              | 12    | 7     | 59    | 42    |
| 2002-2003             | Celtic Glasgow           | D1                    | 35          | 28          | 2               | 2               | 2                 | 2                 | -          | -          | C1                             | 12                             | 12                             | 1     | 0     | 52    | 44    |
| 2003-2004             | Celtic Glasgow           | D1                    | 37          | 30          | 5               | 5               | 1                 | 0                 | -          | -          | C1                             | 15                             | 6                              | 5     | 4     | 63    | 45    |
| Sous-total            | Sous-total               | Sous-total            | 221         | 174         | 25              | 23              | 11                | 10                | -          | -          | -                              | 56                             | 35                             | 49    | 21    | 362   | 263   |
| 2004-2005             | FC Barcelone             | Liga                  | 12          | 3           | -               | -               | -                 | -                 | -          | -          | C1                             | 4                              | 1                              | 4     | 4     | 20    | 8     |
| 2005-2006             | FC Barcelone             | Liga                  | 28          | 10          | 4               | 4               | -                 | -                 | -          | -          | C1                             | 10                             | 1                              | 11    | 4     | 53    | 19    |
| Sous-total            | Sous-total               | Sous-total            | 40          | 13          | 4               | 4               | -                 | -                 | -          | -          | -                              | 14                             | 2                              | 15    | 8     | 73    | 27    |
| 2006                  | Helsingborgs IF          | Allsvenskan           | 15          | 8           | 5               | 4               | -                 | -                 | -          | -          | -                              | -                              | -                              | -     | -     | 20    | 12    |
| 2006-2007             | Manchester United (prêt) | PL                    | 7           | 1           | 4               | 1               | -                 | -                 | -          | -          | C1                             | 2                              | 1                              | -     | -     | 13    | 3     |
| Sous-total            | Sous-total               | Sous-total            | 7           | 1           | 4               | 1               | -                 | -                 | -          | -          | -                              | 2                              | 1                              | -     | -     | 13    | 3     |
| 2007                  | Helsingborgs IF          | Allsvenskan           | 22          | 9           | 1               | 0               | -                 | -                 | -          | -          | C3                             | 9                              | 9                              | -     | -     | 32    | 18    |
| 2008                  | Helsingborgs IF          | Allsvenskan           | 27          | 14          | 1               | 0               | -                 | -                 | -          | -          | C3                             | 2                              | 0                              | 9     | 1     | 39    | 15    |
| 2009                  | Helsingborgs IF          | Allsvenskan           | 20          | 7           | 1               | 0               | -                 | -                 | -          | -          | C3                             | 4                              | 3                              | 4     | 0     | 29    | 10    |
| Sous-total            | Sous-total               | Sous-total            | 84          | 38          | 8               | 4               | -                 | -                 | -          | -          | -                              | 15                             | 12                             | 13    | 1     | 120   | 55    |
| 2012                  | Råå IF                   | Allsvenskan           | 1           | 0           | -               | -               | -                 | -                 | -          | -          | -                              | -                              | -                              | -     | -     | 1     | 0     |
| Sous-total            | Sous-total               | Sous-total            | 1           | 0           | -               | -               | -                 | -                 | -          | -          | -                              | -                              | -                              | -     | -     | 1     | 0     |
| 2013                  | Högaborgs BK             | Allsvenskan           | 2           | 0           | -               | -               | -                 | -                 | -          | -          | -                              | -                              | -                              | -     | -     | 2     | 0     |
| Sous-total            | Sous-total               | Sous-total            | 2           | 0           | -               | -               | -                 | -                 | -          | -          | -                              | -                              | -                              | -     | -     | 2     | 0     |
| Total sur la carrière | Total sur la carrière    | Total sur la carrière | 576         | 325         | 75              | 40              | 11                | 10                | -          | -          | -                              | 105                            | 56                             | 106   | 37    | 873   | 468   |

### Buts en sélection
| Buts en sélection de Henrik Larsson | Buts en sélection de Henrik Larsson | Buts en sélection de Henrik Larsson | Buts en sélection de Henrik Larsson | Buts en sélection de Henrik Larsson | Buts en sélection de Henrik Larsson | Buts en sélection de Henrik Larsson     |
| #                                   | Date                                | Lieu                                | Adversaire                          | Score                               | Résultats                           | Compétitions                            |
| ----------------------------------- | ----------------------------------- | ----------------------------------- | ----------------------------------- | ----------------------------------- | ----------------------------------- | --------------------------------------- |
| 1                                   | 13 octobre 1993                     | Råsunda, Stockholm                  | Finlande                            | 2-1                                 | 3-2                                 | Éliminatoires de la Coupe du monde 1994 |
| 2                                   | 20 février 1994                     | Sun Life Stadium, Miami             | États-Unis                          | 1-1                                 | 3-1                                 | Joe Robbie Cup                          |
| 3                                   | 20 avril 1994                       | Racecourse Ground, Wrexham          | Pays de Galles                      | 1-0                                 | 2-0                                 | Match amical                            |
| 4                                   | 5 mai 1994                          | Råsunda, Stockholm                  | Nigeria                             | 2-0                                 | 3-1                                 | Match amical                            |
| 5                                   | 16 juillet 1994                     | Rose Bowl, Pasadena                 | Bulgarie                            | 3-0                                 | 4-0                                 | Coupe du monde 1994                     |
| 6                                   | 17 août 1994                        | Råsunda, Stockholm                  | Lituanie                            | 4-2                                 | 4-2                                 | Match amical                            |
| 7                                   | 1er juin 1996                       | Råsunda, Stockholm                  | Biélorussie                         | 5-1                                 | 5-1                                 | Éliminatoires de la Coupe du monde 1998 |
| 8                                   | 14 octobre 1998                     | Lazur Stadium, Burgas               | Bulgarie                            | 1-0                                 | 1-0                                 | Éliminatoires Euro 2000                 |
| 9                                   | 27 mars 1999                        | Ullevi, Göteborg                    | Luxembourg                          | 2-0                                 | 2-0                                 | Éliminatoires Euro 2000                 |
| 10                                  | 9 octobre 1999                      | Råsunda, Stockholm                  | Pologne                             | 2-0                                 | 2-0                                 | Éliminatoires Euro 2000                 |
| 11                                  | 19 juin 2000                        | Philips Stadion, Eindhoven          | Italie                              | 1-2                                 | 1-2                                 | Euro 2000                               |
| 12                                  | 7 octobre 2000                      | Ullevi, Göteborg                    | Turquie                             | 1-0                                 | 1-1                                 | Éliminatoires de la Coupe du monde 2002 |
| 13                                  | 28 février 2001                     | Ta'Qali Stadium, Ta'Qali            | Malte                               | 2-0                                 | 3-0                                 | Match amical                            |
| 14                                  | 6 juin 2001                         | Ullevi, Göteborg                    | Moldavie                            | 1-0                                 | 6-0                                 | Éliminatoires de la Coupe du monde 2002 |
| 15                                  | 6 juin 2001                         | Ullevi, Göteborg                    | Moldavie                            | 2-0                                 | 6-0                                 | Éliminatoires de la Coupe du monde 2002 |
| 16                                  | 6 juin 2001                         | Ullevi, Göteborg                    | Moldavie                            | 3-0                                 | 6-0                                 | Éliminatoires de la Coupe du monde 2002 |
| 17                                  | 6 juin 2001                         | Ullevi, Göteborg                    | Moldavie                            | 6-0                                 | 6-0                                 | Éliminatoires de la Coupe du monde 2002 |
| 18                                  | 15 août 2001                        | Råsunda, Stockholm                  | Afrique du Sud                      | 1-0                                 | 3-0                                 | Match amical                            |
| 19                                  | 1er septembre 2001                  | Philip II Arena, Skopje             | Macédoine du Nord                   | 1-0                                 | 2-1                                 | Éliminatoires de la Coupe du monde 2002 |
| 20                                  | 5 septembre 2001                    | Stade Ali Sami Yen, Istanbul        | Turquie                             | 1-1                                 | 2-1                                 | Éliminatoires de la Coupe du monde 2002 |
| 21                                  | 7 octobre 2001                      | Råsunda, Stockholm                  | Azerbaïdjan                         | 2-0                                 | 3-0                                 | Éliminatoires de la Coupe du monde 2002 |
| 22                                  | 7 juin 2002                         | Kobe Wing Stadium, Kobe             | Nigeria                             | 1-1                                 | 2-1                                 | Coupe du monde 2002                     |
| 23                                  | 7 juin 2002                         | Kobe Wing Stadium, Kobe             | Nigeria                             | 2-1                                 | 2-1                                 | Coupe du monde 2002                     |
| 24                                  | 16 juin 2002                        | Stade d'Ōita, Ōita                  | Sénégal                             | 1-1                                 | 1-2                                 | Coupe du monde 2002                     |
| 25                                  | 5 juin 2004                         | Råsunda, Stockholm                  | Pologne                             | 1-0                                 | 3-1                                 | Match amical                            |
| 26                                  | 14 juin 2004                        | Estádio José Alvalade, Lisbonne     | Bulgarie                            | 2-0                                 | 5-0                                 | Euro 2004                               |
| 27                                  | 14 juin 2004                        | Estádio José Alvalade, Lisbonne     | Bulgarie                            | 3-0                                 | 5-0                                 | Euro 2004                               |
| 28                                  | 22 juin 2004                        | Estádio do Bessa, Porto             | Danemark                            | 1-1                                 | 2-2                                 | Euro 2004                               |
| 29                                  | 4 septembre 2004                    | Ta'Qali Stadium, Ta'Qali            | Malte                               | 7-0                                 | 7-0                                 | Éliminatoires de la Coupe du monde 2006 |
| 30                                  | 9 octobre 2004                      | Råsunda, Stockholm                  | Hongrie                             | 2-0                                 | 3-0                                 | Éliminatoires de la Coupe du monde 2006 |
| 31                                  | 13 octobre 2004                     | Laugardalsvöllur, Reykjavik         | Islande                             | 1-0                                 | 4-1                                 | Éliminatoires de la Coupe du monde 2006 |
| 32                                  | 13 octobre 2004                     | Laugardalsvöllur, Reykjavik         | Islande                             | 3-0                                 | 4-1                                 | Éliminatoires de la Coupe du monde 2006 |
| 33                                  | 17 août 2005                        | Ullevi, Göteborg                    | Tchéquie                            | 1-0                                 | 2-1                                 | Match amical                            |
| 34                                  | 12 septembre 2005                   | Råsunda, Stockholm                  | Islande                             | 2-1                                 | 3-1                                 | Éliminatoires de la Coupe du monde 2006 |
| 35                                  | 2 juin 2006                         | Råsunda, Stockholm                  | Chili                               | 1-0                                 | 1-1                                 | Match amical                            |
| 36                                  | 20 juin 2006                        | RheinEnergieStadion, Cologne        | Angleterre                          | 2-2                                 | 2-2                                 | Coupe du monde 2006                     |
| 37                                  | 20 août 2008                        | Ullevi, Göteborg                    | France                              | 1-0                                 | 2-3                                 | Match amical                            |

## Carrière d'entraineur
- 2009-2012 :  Landskrona BoIS
- 2013 :  Högaborgs BK
- déc. 2013 – nov. 2014 :  Falkenbergs FF
- nov. 2014 – nov. 2016 :  Helsingborgs IF

## Palmarès

### En club
Feyenoord Rotterdam
- Vainqueur de la Coupe des Pays-Bas en 1994 et 1995

 Celtic FC
- Champion d'Écosse en 1998, 2001, 2002 et 2004
- Vainqueur de la Coupe d'Écosse en 2001 et 2004
- Vainqueur de la Coupe de la Ligue d'Écosse en 1998 et 2001
- Finaliste de la Coupe de l'UEFA en 2003

 FC Barcelone
- Champion d'Espagne en 2005 et 2006
- Vainqueur de la Ligue des Champions en 2006

 Helsingborgs IF
- Vainqueur de la Coupe de Suède en 2006

 Manchester United
- Champion d'Angleterre en 2007

### EnÉquipe de Suède
- 106 sélections et 37 buts entre 1993 et 2008
- Participation à la Coupe du Monde en 1994 (3e), 2002 (1/8 de finaliste) et 2006 (1/8 de finaliste)
- Participation au Championnat d'Europe des Nations en 2000 (Premier Tour), 2004 (1/4 de finaliste) et 2008 (Premier Tour)

### Distinctions individuelles
- Meilleur buteur de la Scottish Premier League en 1999 (29 buts), 2001 (35 buts), 2002 (29 buts), 2003 (28 buts) et 2004 (30 buts) avec le Celtic FC
- Élu Soulier d'or européen en 2001 (35 buts)
- Membre du Scottish Football Hall of Fame en 2006 (il est avec Brian Laudrup le premier non-Écossais à y figurer)